# Efrem Forni
Pour les articles homonymes, voir Forni.
Efrem Forni (né le 10 janvier 1889 à Milan, en Lombardie, Italie, et mort le 26 février 1976 à Rome) est un cardinal italien de l'Église catholique du XXe siècle, nommé par le pape Jean XXIII.

## Biographie
Efrem Leone Pio Forni est le deuxième fils de Don Enrico Giancarlo Forni et Donna Angela Ambrosoli. Il étudie à l'Université de Milan et à l'Université pontificale grégorienne et l'Académie pontificale ecclésiastique de Rome. Après son ordination, il est professeur à Milan et exerce des fonctions aux nonciatures au Portugal (en) et en France. Il est élu archevêque titulaire de Darnis (de) en 1937, consacré le 20 février 1938 par Eugenio Pacelli avec co-consécrateurs Albert Levame et Luigi Traglia, et est envoyé nonce apostolique en Équateur (en). Il est nonce apostolique en Belgique (en) et Luxembourg (en) à partir de 1953.
Le pape Jean XXIII le crée cardinal de la Basilique Sainte-Croix-de-Jérusalem lors du consistoire du 19 mars 1962. Il participe au conclave de 1963, lors duquel Paul VI est élu, et assiste au IIe concile du Vatican en 1962-1965.

## Succession apostolique
Efrem Forni a ordonné les évêques suivants :
- Évêque Maximiliano Spiller, C.S.I. (1941)
- Évêque Nicanor Carlos Gavinales Chamorro (1947)
- Cardinal Bernardino Echeverría Ruiz, O.F.M. (1949)
- Évêque Honoré Marie Van Waeyenbergh (1954)
- Évêque Arnold Boghaert (nl), C.SS.R. (1957)